# Ирабу
Ирабу (јап. 伊良部町) (језик-мијако irav) је варош у Јапану у области Мијако у префектури Окинава. Према попису становништва из 2005. у граду је живело 6.298 становника. 

## Становништво
Према подацима са пописа, у граду је 2005. године живело 6.298 становника.

## Саобраћај
Саобраћај са овим острвском вароши одвја се воденим путевима како брзи путнички бродови тако и трајектне линије. Након изградње моста трајектне линије су укинуте

### Путеви
Пут Окинава префектуре 90
Пут Окинава префектуре 204
Пут Окинава префектуре 252

## Спајања
1. октобра 2005. године, Ирабу, заједно са варошима Хирара, Гусукубе и Шимоџи и село Уено (сви из области Мијако), се спојио и створен је град Мијакоџима.